# Аврам, Сорин
Сорин Аристотель Аврам (рум. Sorin Aristotel Avram; 29 марта 1943, Бакэу — 29 сентября 2015) — румынский футболист и футбольный тренер, играл на позиции нападающего. Участник Олимпийских игр (1964).

## Биография

### Клубная карьера
Отыграв в течение двух сезонов за «Бакэу», Аврам перешёл в бухарестский «Вииторул». Главных успехов Аврам добился с клубом «Стяуа», в составе которого выиграл три Кубка Румынии по футболу и чемпионский титул а 1968 году. В составе «красно-синих» он отыграл в чемпионате Румынии 124 матча и забил 25 голов.
В 1969 году перешёл в «Фарул», в котором отыграл один сезона. Последним клубом в карьере стал «Бакэу», в котором он отыграл три сезона и в 1973 году завершил карьеру игрока.

### Карьера в сборной
В составе сборной Румынии принимал участие на олимпийском футбольном турнире 1964 года, где сыграл в матче группового этапа со сборной Ирана (1:0). Всего за сборную Румынии сыграл 12 матчей, в которых забил 1 гол.

### Тренерская карьера
В 1991 году работал главным тренером «Бакэу».

### Смерть
Скончался 29 сентября 2015 года в возрасте 72 лет.

## Достижения
«Стяуа»
- Чемпион Румынии (1): 1968/69
- Обладатель Кубка Румынии (3): 1965/66, 1966/67, 1968/69